# هيرمون (نيويورك)
هيرمون (بالإنجليزية: Hermon, New York)‏ هي بلدة أمريكية تقع في الولايات المتحدة في مقاطعة سانت لورنس، نيويورك. يقدر عدد سكانها بـ 1,108 نسمة .